# Amblyopone monrosi
Amblyopone monrosi är en myrart som beskrevs av Brown 1960. Amblyopone monrosi ingår i släktet Amblyopone och familjen myror. Inga underarter finns listade i Catalogue of Life.

## Bildgalleri

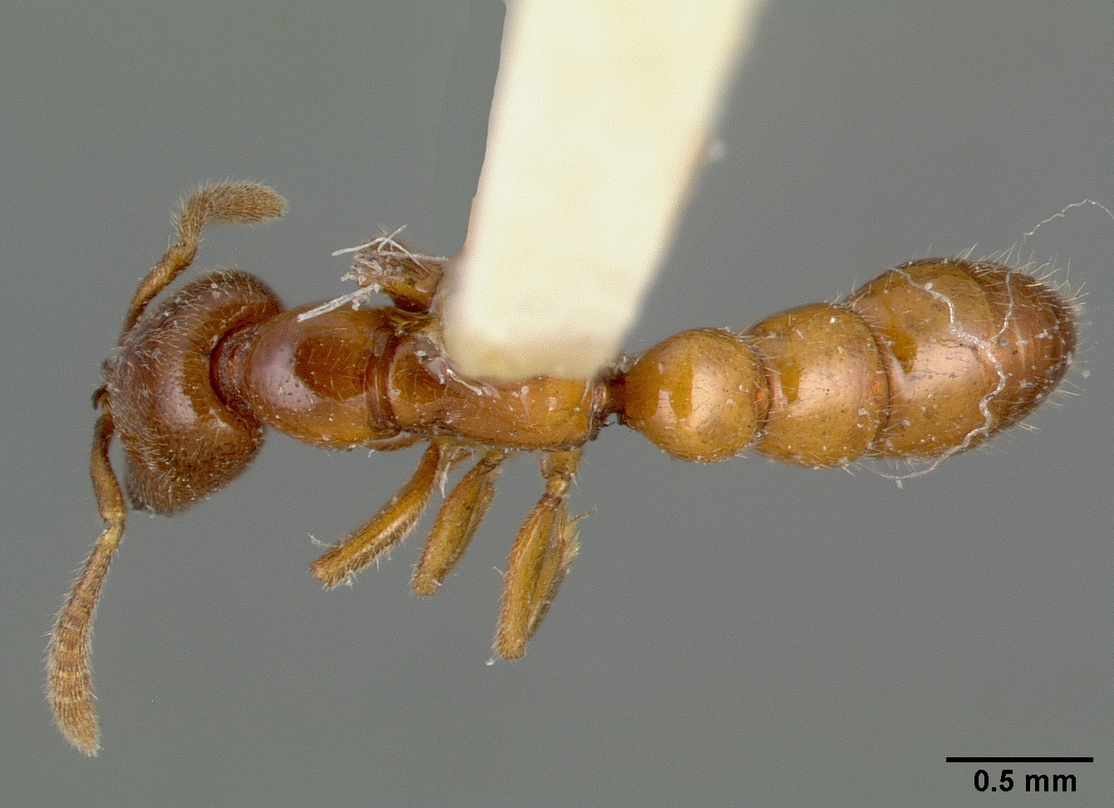
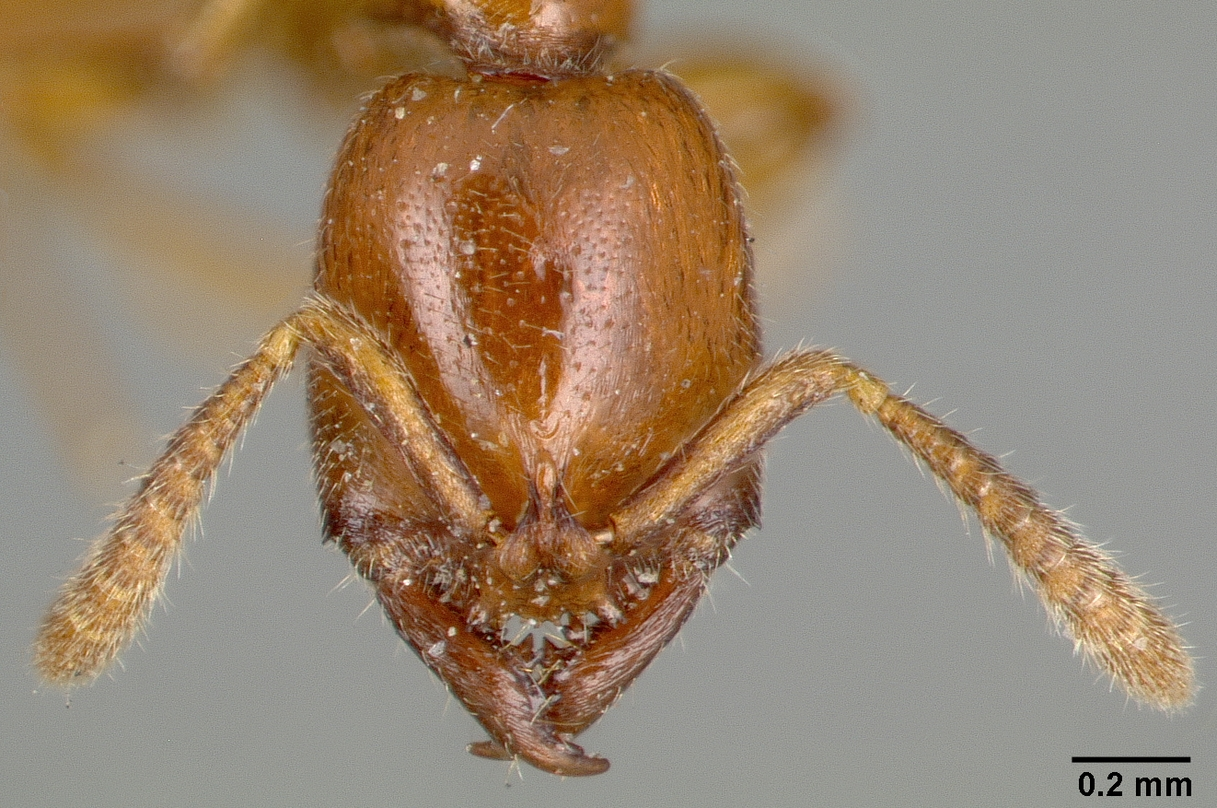
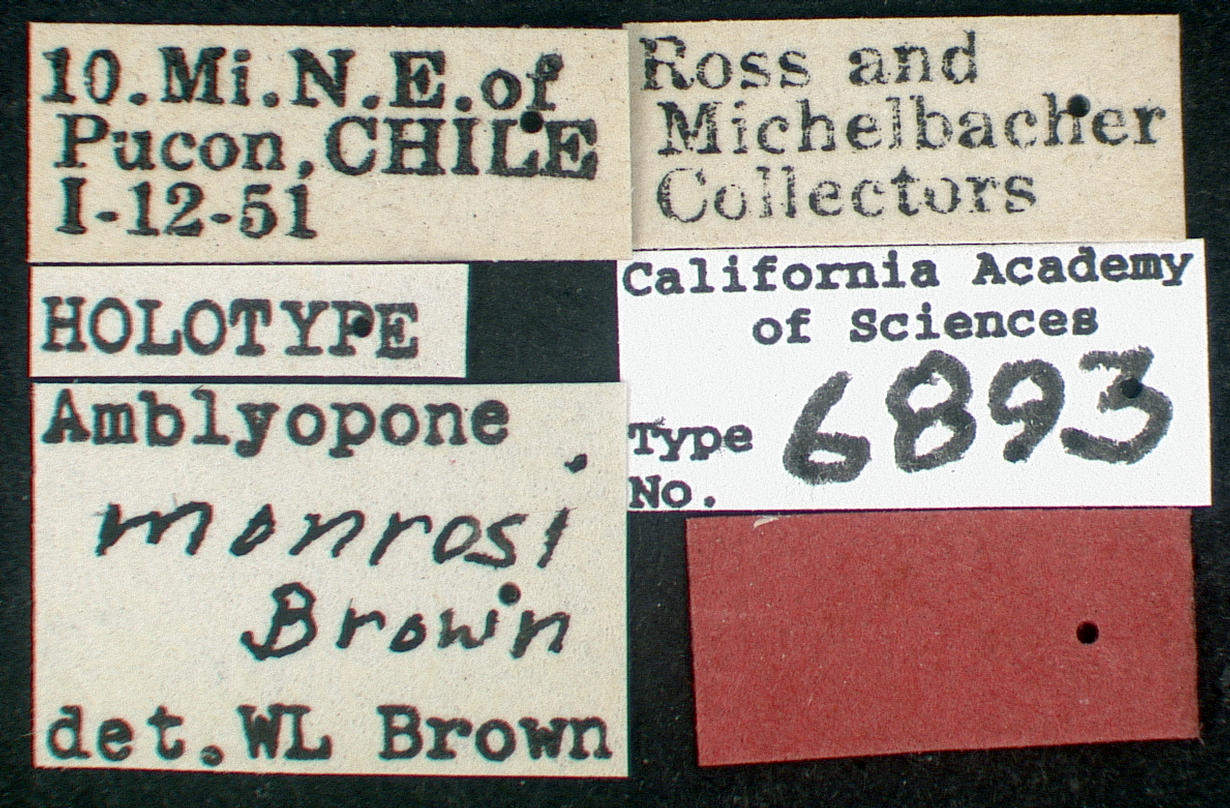
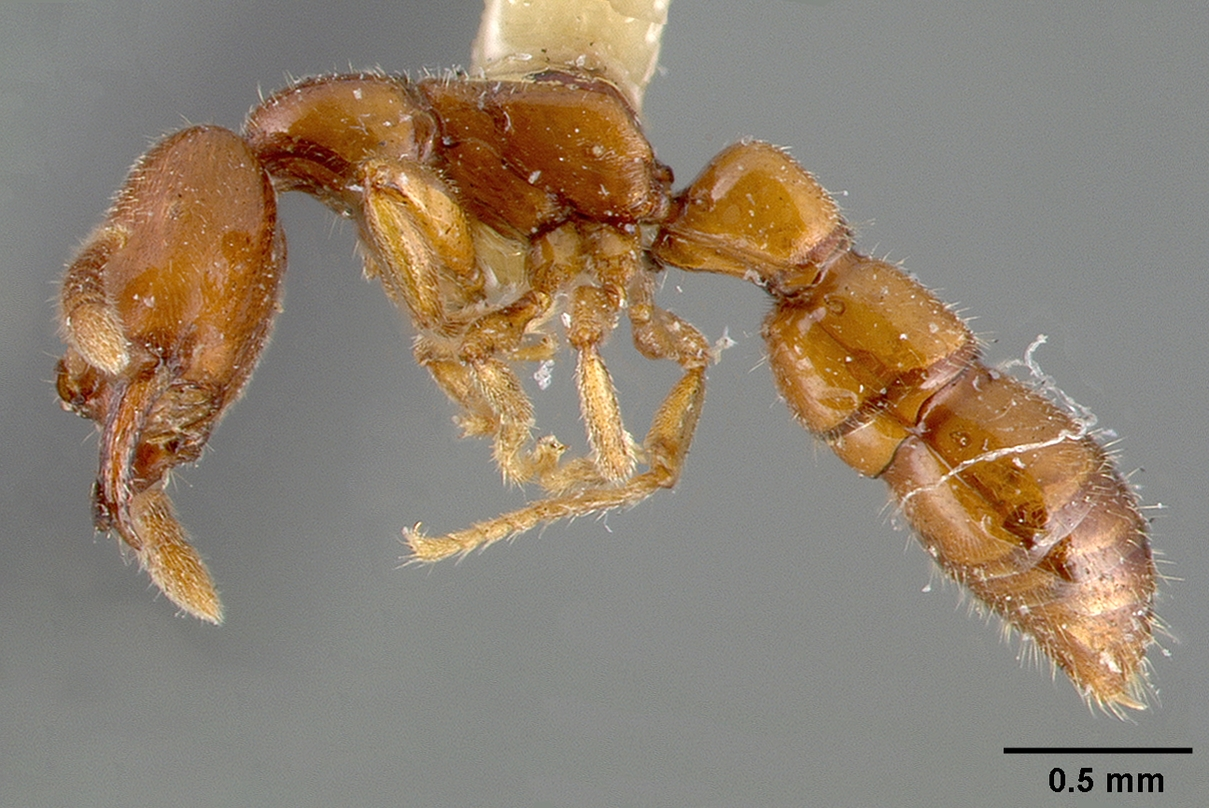